# Coatréven
Coatréven é uma comuna francesa na região administrativa da Bretanha, no departamento Côtes-d'Armor. Estende-se por uma área de 9,22 km². Em 2010 a comuna tinha 512 habitantes (densidade: 55,5 hab./km²).